# Jamari Rose
Jamari Rose (ur. 10 sierpnia 1995) – jamajski lekkoatleta specjalizujący się w biegach sprinterskich.
Brązowy medalista IAAF World Relays (2017).
Rekordy życiowe: bieg na 200 metrów – 20,77 (27 maja 2017, Kingston); bieg na 400 metrów – 45,68 (25 czerwca 2017, Kingston).

## Osiągnięcia
| Rok  | Impreza            | Miejsce | Konkurencja                        | Lokata     | Wynik   |
| ---- | ------------------ | ------- | ---------------------------------- | ---------- | ------- |
| 2017 | IAAF World Relays  | Nassau  | sztafeta 4 × 400 metrów (mieszana) | 3. miejsce | 3:20,26 |
| 2017 | Mistrzostwa świata | Londyn  | sztafeta 4 × 400 metrów            | eliminacje | 3:01,98 |